# وو لیوشی
وو لیوشی (انگلیسی: Wu Liuxi؛ زادهٔ ۱۶ دسامبر ۱۹۸۴) تیرانداز زن اهل چین است.
وی در مسابقات کشوری و بین‌المللی در مجموع برندهٔ ۳ مدال طلا، ۳ مدال نقره، ۳ مدال برنز شده‌است.